# Naturwerksteinmechaniker

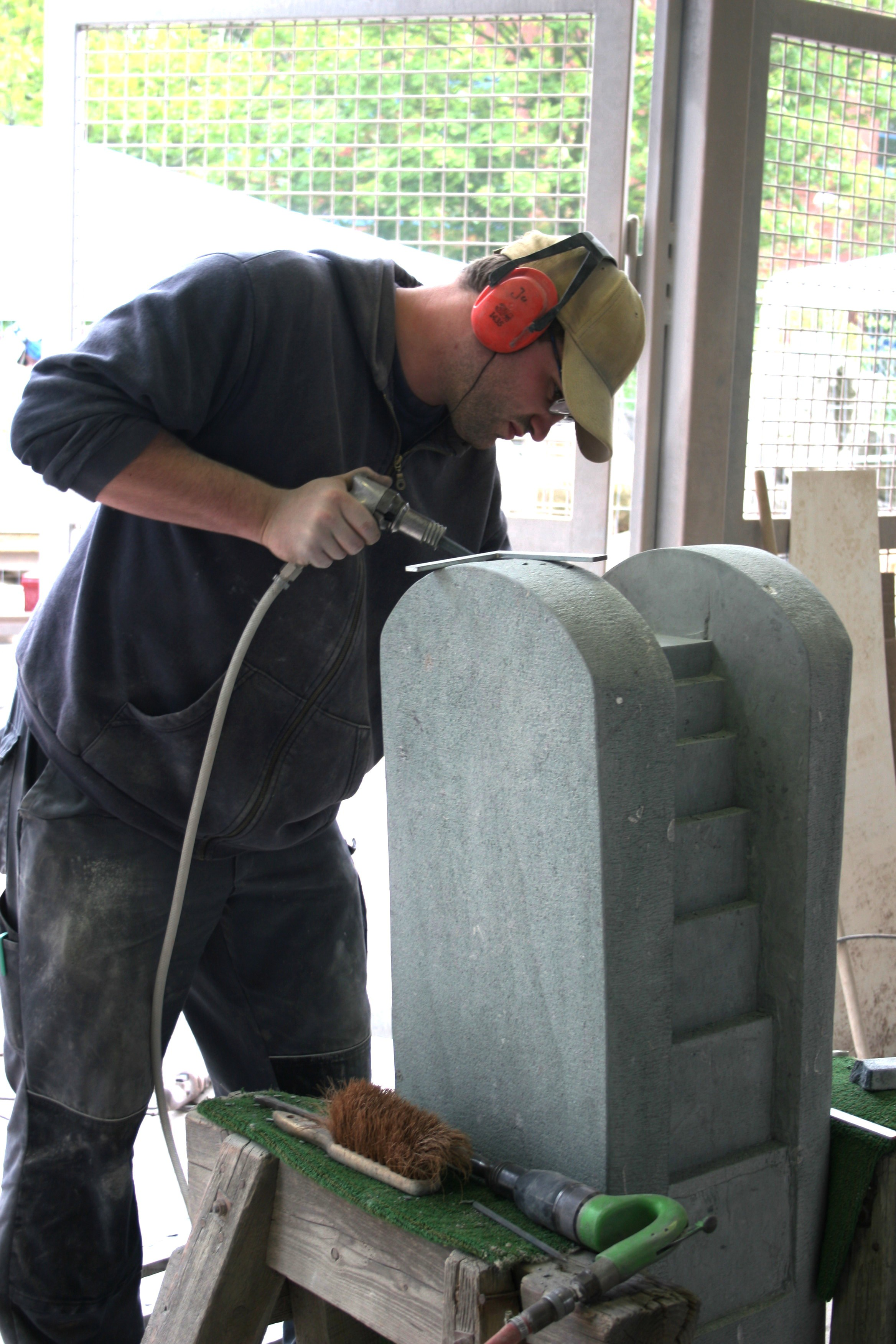
Naturwerksteinmechaniker bearbeitet mit Hilfe von Maschinen Naturwerksteine.

Der Naturwerksteinmechaniker bearbeitet Naturwerksteine mit maschineller Unterstützung und repariert beschädigte Naturwerksteine. Des Weiteren bedient, steuert und wartet er die dafür notwendigen Maschinen und kontrolliert regelmäßig die Arbeitsergebnisse. Der Beruf wird in Deutschland in einer dreijährigen dualen Ausbildung erlernt.

## Aufgaben
Zu den Tätigkeitsschwerpunkten des Naturwerksteinmechaniker zählt das Bedienen und Steuern von Maschinen, welche die Naturwerksteine schneiden, schleifen und polieren. Die Steuerung erfolgt dabei mit Hilfe der EDV. Der Naturwerksteinmechaniker wählt vor der Bearbeitung die Steine aus und führt eine Vorbehandlung durch. Dabei ist auf die Qualität der Naturwerksteine zu achten und während des Bearbeitungsprozesses ständig zu kontrollieren. Nach der groben Bearbeitung folgt das Polieren und Verzieren der Produkte. Um die Naturwerksteine am Einbauort befestigen zu können, bringt der Naturwerksteinmechaniker Verbindungselemente an.
Neben der eigentlichen Herstellung von Naturwerksteinen ist der Naturwerksteinmechaniker auch für die Reparatur und Reinigung von beschädigten oder verschmutzten Steinen verantwortlich. In diesem Fall wird von ihm der Ausbau und Transport sowie die Ausbesserungsarbeiten vorgenommen.
Dieser Industrieberuf hat ein ähnliches Tätigkeitsfeld wie der Handwerksberuf Steinmetz.

## Fachrichtungen
Aufgrund der Verschiedenheit der Arbeitsschritte werden unterschiedliche Berufsanforderungen an den Naturwerksteinmechaniker gestellt. Er wird deshalb speziell für ein bestimmtes Herstellungsverfahren ausgebildet. Nachfolgend sind die drei verschiedenen Fachrichtungen aufgelistet.
- Naturwerksteinmechaniker für Maschinenbearbeitungstechnik
- Naturwerksteinmechaniker für Schleiftechnik
- Naturwerksteinmechaniker für Steinmetztechnik